# Campylopus gemmatus
Campylopus gemmatus är en bladmossart som beskrevs av Jean Édouard Gabriel Narcisse Paris 1900. Campylopus gemmatus ingår i släktet nervmossor, och familjen Dicranaceae. Inga underarter finns listade i Catalogue of Life.